# Кушіль Олександр Дмитрович
Олекса́ндр Дми́трович Ку́шіль (1 жовтня 1978 — 29 серпня 2014) — старший сержант 93-ї окремої механізованої бригади Збройних сил України, учасник російсько-української війни.

## Короткий життєпис
Народився 1978 року в місті Новомосковськ. Закінчив Орлівщинську ЗОШ. Після строкової служби з 2003 року продовжив служити за контрактом.
Заступник командира взводу, 93-тя бригада. Кадровий військовик, брав участь у миротворчих місіях — Сьєрра-Леоне та Ірак.
Загинув 29 серпня 2014 року під час виходу з оточення поблизу Іловайська. Маючи можливість вибратися самотужки чи в складі невеликої групи, залишився, щоб вивести хлопців зі своєї бригади. Завдяки його вмілим та героїчним діям вийшли з оточення 10 молодих вояків, сам не вберігся.
Вдома залишилися дружина Оксана та син Віталій 2001 р. н. Похований у селі Орлівщина.

## Нагороди та вшанування
- 14 листопада 2014 року за особисту мужність і героїзм, виявлені у захисті державного суверенітету та територіальної цілісності України, вірність військовій присязі під час російсько-української війни, відзначений — нагороджений орденом «За мужність» III ступеня (посмертно).
- жовтнем 2015 року в Орлівщинській ЗОШ відкрито і освячено меморіальну дошку випускнику Олександру Кушілю
- Його портрет розміщений на меморіалі «Стіна пам'яті полеглих за Україну» у Києві: секція 3, ряд 7, місце 31
- Вшановується 29 серпня на щоденному ранковому церемоніалі вшанування українських захисників, які загинули цього дня у різні роки внаслідок російської збройної агресії[1]
- Одна з вулиць села Орлівщина перейменована на честь Олександра Кушіля.